# Campionato austriaco maschile di pallanuoto
Il campionato austriaco maschile di pallanuoto è un insieme di tornei pallanuotistici maschili nazionali istituiti dalla Österreichischer Schwimmverband (OSV). I campionati sono suddivisi e organizzati in due livelli. Nella massima serie militano otto squadre, divise in due gironi. Al di sotto di essa è presente una divisione a livello regionale, suddivisa in tre gironi.

## I campionati

### Österreichische Bundesliga
L'Österreichische Bundesliga è la massima divisione del campionato austriaco. È divisa in due gironi, Vorrunde West e Vorrunde Ost, a ciascuno dei quali prendono parte quattro squadre, per un totale di 8 squadre partecipanti.

### Österreichische Regionalliga
L'Österreichische Regionalliga è la seconda divisione del campionato austriaco. È divisa in tre gironi regionali, Gruppe A, Gruppe B e Gruppe C, a ciascuno dei quali prendono parte quattro squadre, per un totale di 12 squadre partecipanti.

## Albo d'oro

### Campionato di Vienna (1897-1932)
- 1897:  WSC Austria
- 1898:  WSC Austria
- 1899:  WSC Austria
- 1900:  Wiener AC
- 1901:  Wiener AC
- 1902:  Wiener AC
- 1903:  Wiener AC
- 1904:  Wiener AC
- 1905:  WSC Austria
- 1906:  Wiener AC
- 1907:  Wiener AC
- 1908:  WSC Austria
- 1909:  WSC Austria
- 1910:  WSC Austria
- 1911:  WSC Austria
- 1912:  Erster Wiener ASC
- 1913:  Erster Wiener ASC
- 1914: non assegnato

- 1915:  Erster Wiener ASC
- 1916:  Wiener AC
- 1917:  Wiener AC
- 1918:  Wiener AC
- 1919:  Wiener AC
- 1920:  Wiener AC
- 1921:  Wiener AC
- 1922:  Kerületi TVE
- 1923:  Wiener AC
- 1924:  Wiener AC
- 1925:  Wiener AC
- 1926:  Hakoah Wien
- 1927:  Hakoah Wien
- 1928:  Hakoah Wien
- 1929:  Wiener AC
- 1930:  Wiener AC
- 1931:  Wiener AC
- 1932:  Erster Wiener ASC

### Campionato austriaco (dal 1933)
- 1933:  Erster Wiener ASC
- 1934:  Erster Wiener ASC
- 1935:  Erster Wiener ASC
- 1936: non assegnato
- 1937:  Erster Wiener ASC
- 1938-1945: non disputato
- 1946:  Polizei SV Wien
- 1947:  Wiener AC
- 1948:  SU Wien
- 1949:  SU Wien
- 1950:  Wiener AC
- 1951:  Wiener AC
- 1952:  SU Wien
- 1953:  SU Wien
- 1954:  SU Wien
- 1952:  SU Wien
- 1953:  SU Wien
- 1954:  SU Wien
- 1955:  SU Wien
- 1956:  SU Wien
- 1957:  SU Wien
- 1958:  SU Wien
- 1959:  SU Wien
- 1960:  SU Wien
- 1961:  SU Wien
- 1962:  SU Wien
- 1963:  SU Wien
- 1964:  SU Wien
- 1965:  SU Wien
- 1966:  SU Wien
- 1967:  SU Wien
- 1968:  SU Wien
- 1969:  SU Wien
- 1970:  Grazer AK
- 1971:  Grazer AK
- 1972:  SU Wien
- 1973:  ATSE Graz
- 1974:  ATSE Graz
- 1975:  ATSE Graz
- 1976:  ATSE Graz
- 1977:  ATSE Graz
- 1978:  ATSE Graz
- 1979:  SV Wörthersee
- 1980:  ATSE Graz
- 1981:  ATSE Graz

- 1982:  ATSE Graz
- 1983:  ASV Wien
- 1984:  ASV Wien
- 1985:  EW Donau SC
- 1986:  EW Donau SC
- 1987:  EW Donau SC
- 1988:  EW Donau SC
- 1989:  EW Donau SC
- 1990:  EW Donau SC
- 1991:  Tirol
- 1992:  Tirol
- 1993:  Tirol
- 1994:  Tirol
- 1995:  Tirol
- 1996:  Tirol
- 1997:  Tirol
- 1998:  SV Wörthersee
- 1999:  Tirol
- 2000:  WBV Graz
- 2001:  1. Linzer SK
- 2002:  Salzburg
- 2003:  Salzburg
- 2004:  Tirol
- 2005:  ASV Wien
- 2006:  ASV Wien
- 2007:  Tirol
- 2008:  Tirol
- 2009:  Tirol
- 2010:  Tirol
- 2011:  Tirol
- 2012:  Tirol
- 2013:  Tirol
- 2014:  Tirol
- 2015:  Salzburg
- 2016:  Tirol
- 2017:  Salzburg
- 2018:  Salzburg
- 2019:  Tirol
- 2020:  ASV Wien
- 2021:  WBV Graz
- 2022:  Tirol
- 2023:  Tirol
- 2024:  ASV Wien
- 2025:  ASV Wien